# Dicranomyia (Caenoglochina) myctera
Dicranomyia (Caenoglochina) myctera is een tweevleugelige uit de familie steltmuggen (Limoniidae). De soort komt voor in het Neotropisch gebied.